# DR-Baureihe ET 169
Die Triebwagenzüge „Bauart Bernau“ der Reichsbahndirektion Berlin, ab 1941 als Baureihe ET/EB 169 bezeichnet, wurden speziell für den Vorortbetrieb im Bereich dieser Direktion gebaut. Die insgesamt 17 Triebzüge, die 1925 ausgeliefert wurden, stellten die ersten einheitlichen Fahrzeuge des elektrischen Berliner Vorortverkehrs dar, aus dem dann mit weiteren elektrifizierten Stadtbahnstrecken 1930 die S-Bahn Berlin hervorging.

## Vorgeschichte
Bereits kurz nach der Jahrhundertwende wurden in Deutschland erste Versuche auf Vollbahngleisen mit elektrisch betriebenen Zügen im Nahverkehr durchgeführt, so von 1900 und 1902 zwischen dem Potsdamer Wannseebahnhof und Zehlendorf, ab 1903 zwischen dem Potsdamer Ringbahnhof und Lichterfelde Ost und ebenfalls ab 1903 zwischen Niederschöneweide und Spindlersfeld mit Oberleitung und Wechselstrom (6 kV, 25 Hz) durch die AEG (Elektrischer Versuchsbetrieb Niederschöneweide-Johannisthal–Spindlersfeld). Aus letzterem folgte mit dem gleichen Stromsystem schon 1908 der reguläre und fahrplanmäßige Betrieb auf der Hamburg-Altonaer Stadt- und Vorortbahn, der zeigte, dass der elektrische Betrieb im Vorortverkehr Alltagstauglichkeit erreicht hatte.
Daraus resultierten schon nach dem Ersten Weltkrieg in Berlin Bestrebungen, das gesamte Netz des Vorortverkehrs zu elektrifizieren. Begünstigt wurde die Entscheidung für elektrische Triebzüge auch durch die anstehenden Neubeschaffungen für die inzwischen verschlissenen Wagen der dampfbetriebenen Vorortbahnen.
Ursprünglich noch unter der Regie der Preußischen Staatseisenbahnen wurden daher 1920 bei der Waggon- und Elektroindustrie sechs Versuchszüge mit den vorläufigen Bezeichnungen „A“ bis „F“ bestellt. Die einzelnen Züge unterschieden sich sowohl in ihren äußerlichen Maßen als auch in der Fahrgastraumanordnung. Die Züge A bis E bestanden aus zwei langen, vierachsigen Triebwagen mit drei dazwischengekuppelten kurzen, zweiachsigen Mittelwagen. Der Versuchszug F wies hingegen bei gleichem Wagenkonzept zwischen den Wagen Jakobsdrehgestelle auf. Die bewusst als Testfahrzeuge konzipierten Versuchszüge wurden zunächst auf ausgewählten Strecken in Schlesien und auf den Berliner Stadt-, Ring- und Vorortbahnen von Dampflokomotiven gezogen, ab 1924 elektrisch gefahren und schließlich 1933 ausgemustert.
Die nördlichen Bahnstrecken vom Stettiner Vorortbahnhof nach Bernau, Oranienburg und Velten boten sich wegen ihrer Unabhängigkeit vom übrigen Netz für einen Testbetrieb an, so dass am 8. August 1924 die erste Strecke in Betrieb nach Bernau gehen konnte. Bis 1927 wurden auch die anderen beiden Nordstrecken elektrifiziert.
Die Erfahrungen mit den Versuchszügen waren die Grundlage für die Bestellung von 34 Trieb- und 51 Beiwagen der nun als Bauart Bernau bezeichneten Fahrzeuge bei verschiedenen Herstellern: Den wagenbaulichen Teil lieferten Wegmann & Co. in Kassel, die Linke-Hofmann-Werke in Breslau, die WUMAG in Görlitz; die elektrische Ausrüstung lieferten die AEG und SSW (später als Lieferantengemeinschaft WASSEG zusammengeschlossen) sowie BEW und MSW (später ebenfalls zeitweise als Lieferantengemeinschaft bzw. Lieferantenkartell BMS zusammengeschlossen).

## Fahrzeugkonstruktion

### Zugkonfiguration
Wie schon bei den Versuchszug-Vorläufern der Reihen „A“ bis „E“ wurden bei der nunmehrigen DR-Triebwagenbauart „Bernau“ jeweils zwei lange, vierachsige Triebwagen und drei jeweils zweiachsige Beiwagen zu einer Einheit zusammengefasst mit der Gesamt-Achsanordnung Bo’2’+2+2+2+2’Bo’.
Die Länge eines Zuges lag mit knapp 68 Metern etwas unter der Länge eines Halbzugs mit knapp 72 Metern der später beschafften Baureihen der Berliner S-Bahn.

### Triebwagen und Antrieb
Nachdem in den Jahren vor dem Ersten Weltkrieg für den Betrieb auf der Berliner Stadt-, Ring- und Vorortbahn zunächst ein Betrieb mit Oberleitung und 15 kV Wechselspannung vorgesehen war und sogar schon die ersten Oberleitungsmasten an der Stettiner Bahn standen, wurde nach weiteren Wirtschaftlichkeitsberechnungen um 1920 festgelegt, die Vorortstrecken stattdessen mit Gleichspannung von 750 V und seitlicher Stromschiene zu elektrifizieren.
Jeder der Triebwagen besaß nur unter dem Führerstandsende ein Triebdrehgestell mit zwei Motoren mit je 208 Kilowatt. Diese entsprechend ihrer angeforderten Leistung großen Motoren bedingten die größere Höhe des Bodens über den Triebdrehgestellen und damit aufwendig gekröpfte Langträger. Insbesondere die Vereinigung der gesamten Traktionskraft am (Halb-)Zugende und damit eine sehr ungünstige Verteilung im Zug bedingte ein schwieriges Anfahrverhalten. Als Nebeneffekt mussten wegen der dadurch erforderlichen Trittbretter die Führerstandsenden verjüngt werden. Dies war ungünstig für die Triebwagenschaffner, denn auch die erste Tür, aus der heraus sie den Bahnsteig bei der Ausfahrt zu beobachten hatten, lag in dieser Verjüngung, so dass sie sich ein jedes Mal weit herauslehnen mussten, was ein weiterer Grund war, dass diese Züge beim Personal unbeliebt waren.

### Mittelwagen und Fahrgastraum
Die Mittelwagen waren einfache zweiachsige und untereinander kurzgekuppelte Personenwagen. Pro Seite sind beim Triebwagen fünf, bei den Mittelwagen drei einteilige Taschenschiebetüren angebracht. Die Sitzanordnung im Fahrgastraum ist 2+2, quer zur Fahrtrichtung.

## Betrieb
Bereits zum Zeitpunkt ihrer Auslieferung 1925 waren die Fahrzeuge in ihrer technischen Konzeption technisch überholt. Die Motorisierung erwies sich als zu schwach und die Konfiguration mit den zweiachsigen Beiwagen in der Mitte als für die Wartung sehr ungünstig. Die Beiwagen fielen zudem durch harte und unruhige Laufeigenschaften auf.
So bestand der Hauptnutzen dieser Triebzugbaureihe letztlich darin, den überfälligen elektrischen Betrieb auf den Berliner Nordstrecken (Stettiner Bahn, Berliner Nordbahn, Kremmener Bahn) zunächst einmal aufzunehmen. Bereits im Jahr 1925 wurde die Bauart Oranienburg als Kleinserie (50 Viertelzüge) zur Ermittlung geeigneter Lieferanten gebaut (ausgeliefert 1926) und im Folgejahr die Bauart Stadtbahn in erheblich größerer Stückzahl (Lieferung Prototyp Ende 1927, Serie ab 1928–31). Diese Viertelzüge konnten wesentlich flexibler zu Halb-, Dreiviertel- und Vollzügen zusammengestellt werden und bestanden nur noch aus Drehgestellwagen (mit entsprechend besseren Laufeigenschaften). Insbesondere bedeutete aber die Abkehr von wenigen großen zu mehr kleineren Motoren, dass man nun Züge mit einer einheitlichen Wagenbodenhöhe bauen konnte, so wie dies u. a. die Berliner U-Bahn seit 1902 bewies. Auch auf die Kraftverteilung im Zug wirkte sich dies positiv aus.
Die Züge der Bauart Bernau wurden bis zur Eröffnung des ersten Teilabschnitts der Nordsüd-S-Bahn im Jahr 1936 im Bereich der Nordstrecken eingesetzt. Aufgrund der Wagenlänge der Triebwagen und insbesondere wegen ihrer größeren Höhe waren sie nicht im Nordsüd-S-Bahn-Tunnel, der ein eingeschränktes Sonderlichtraumprofil erhalten hatte, einsetzbar. Deshalb wurden sie nach den Betriebswerken der Ringbahn umstationiert. Wegen ihres technisch veralteten Konzepts sollten sie schon in den vierziger Jahren ausgemustert werden. Aufgrund des kriegsbedingten Wagenmangels unterblieb das.
Nach dem Zweiten Weltkrieg wurden die erhalten gebliebenen Wagen unter anderem auf untergeordneten Linien wie Berlin-Wannsee–Stahnsdorf und Berlin-Zehlendorf–Düppel sowie auf Verstärkerzuggruppen des Nordrings und dem Berufsverkehr der Siemensbahn eingesetzt.

## Umbau

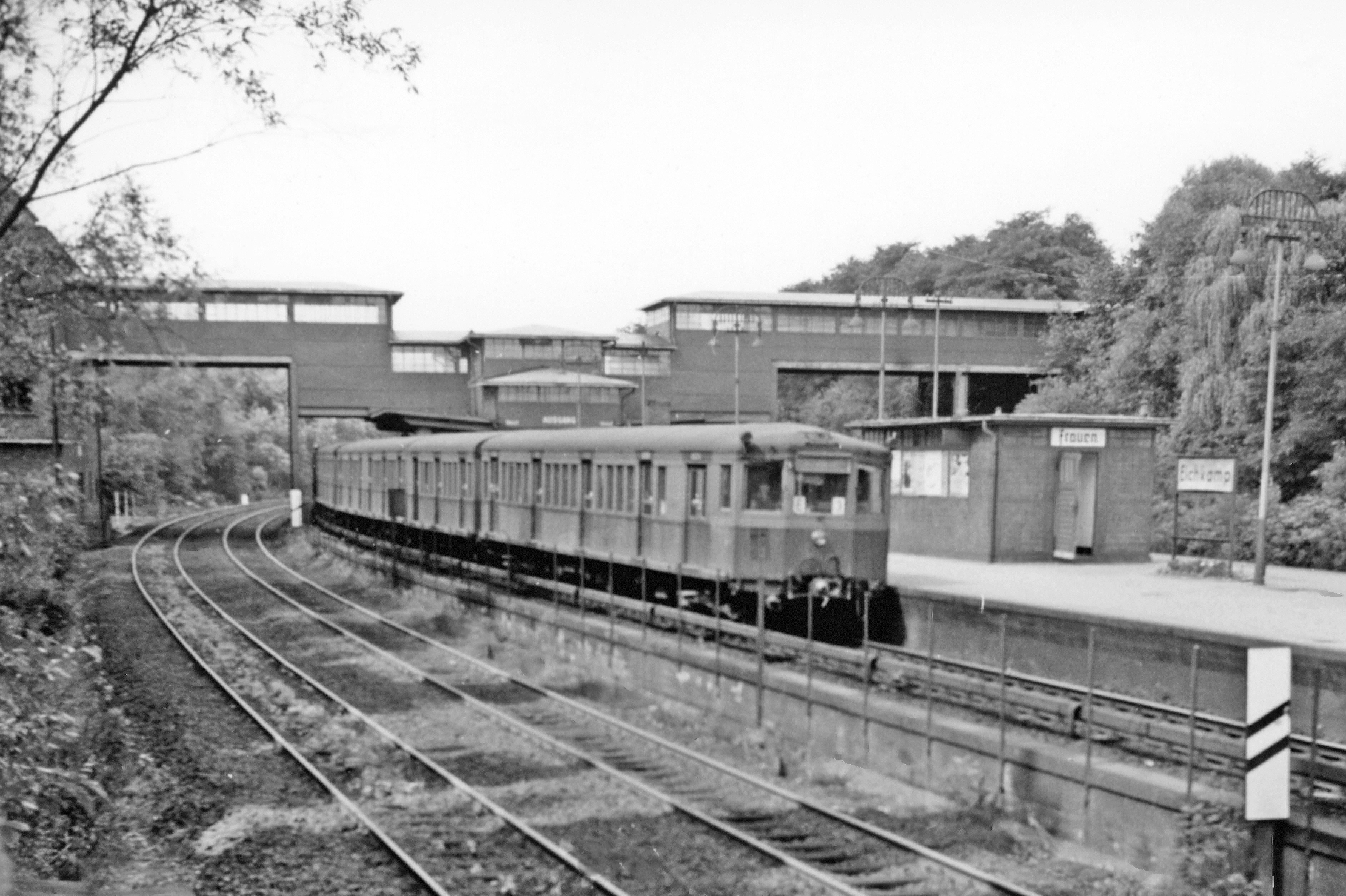
Umgebauter ET 169 am S-Bahnhof Eichkamp, 1961

Im Zuge einer gründlichen Überholung und Modernisierung in den Jahren 1956 bis 1958 passte man die Triebwagen an die Bauart Stadtbahn an, wobei sie je zwei Triebdrehgestelle und die elektropneumatische Steuerung dieser Bauart erhielten (Achsanordnung des gesamten Halbzuges: Bo’Bo’+2+2+2+Bo’Bo’). Weitgehend beibehalten wurden die Wagenkastenmaße (Länge, Breite, Höhe und Drehzapfenabstand); geändert und angepasst wurden Stirnfront und Ausrüstungsteile (Bremse, Beleuchtung, auch Türgriffe). Insbesondere entfielen die gekröpften Langträger an den Führerstandsenden (sie wurden durch gerade angeschuhte ersetzt) und damit der angehobene Boden über den früheren Triebdrehgestellen.
Die Inneneinrichtung wurde im Stil der Zeit mit glatten Wandverkleidungen aus Furnierhölzern und Kunstlederbespannung modernisiert. In den Beiwagen entfiel pro Seite ein Fenster zur Unterbringung von Schaltschränken.

## Verbleib

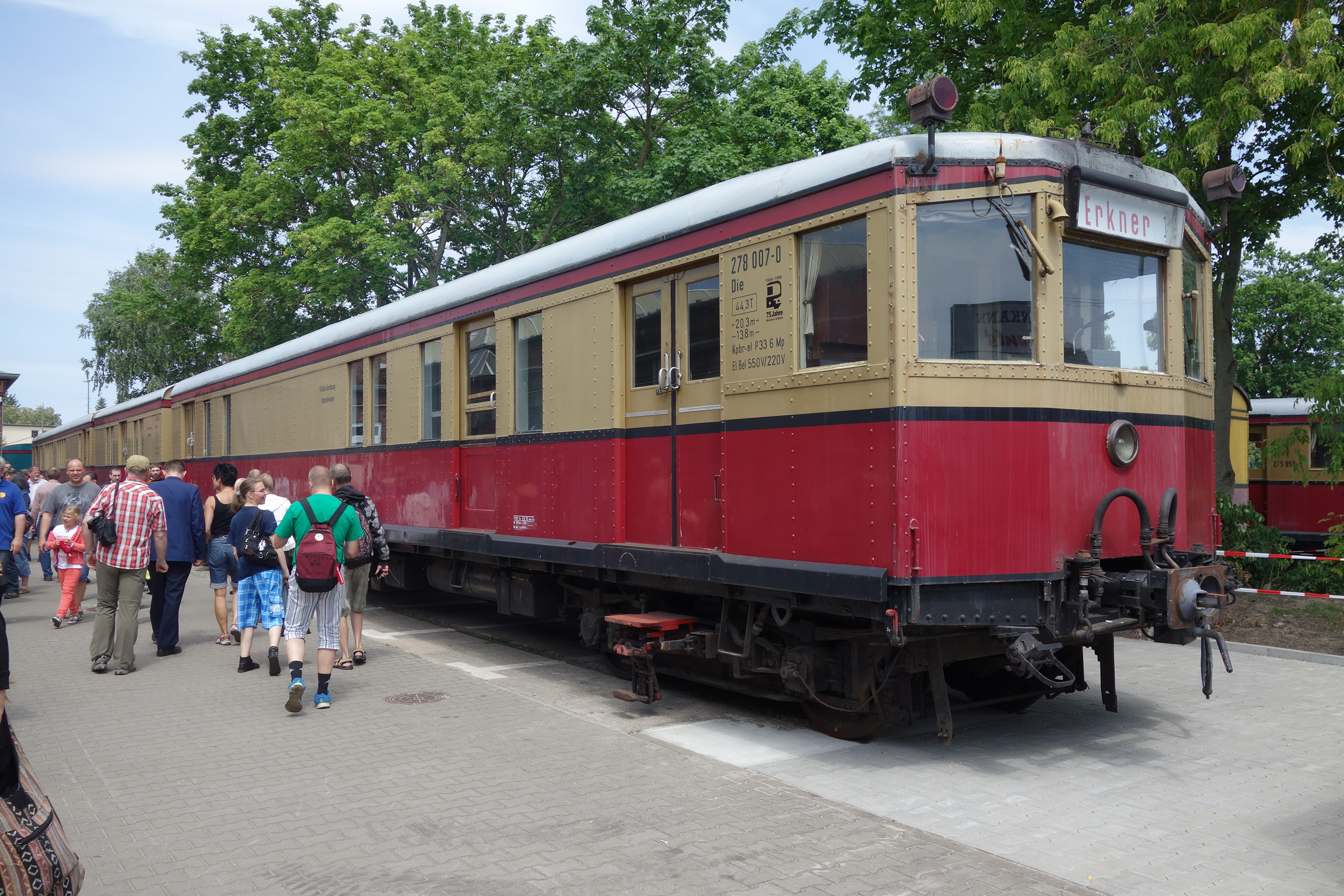
Hilfsgerätezug in Erkner

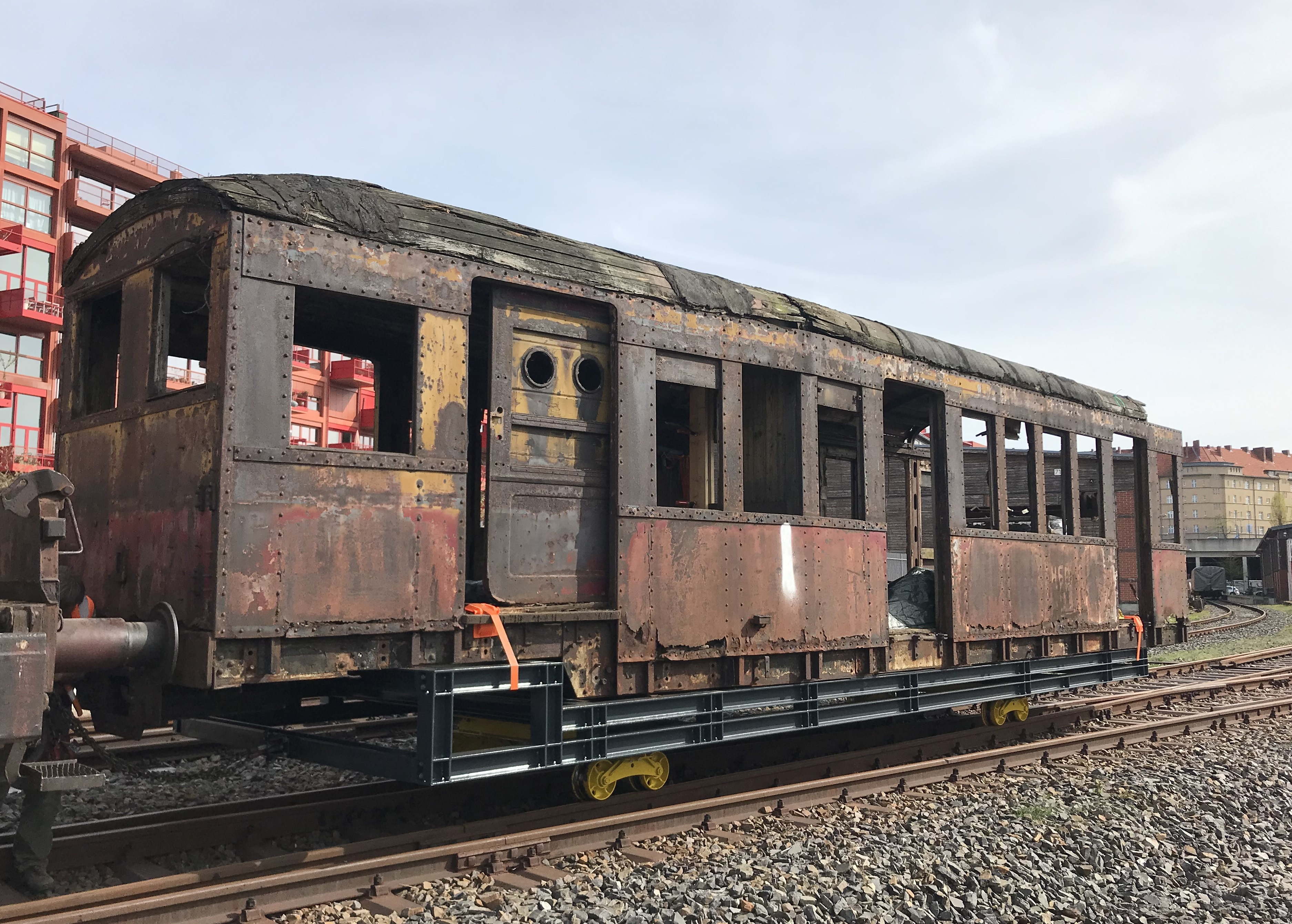
Der Rest des Triebwagens ET 169 005b, heute im Bestand des Deutschen Technikmuseums.(Aufnahme April 2020)

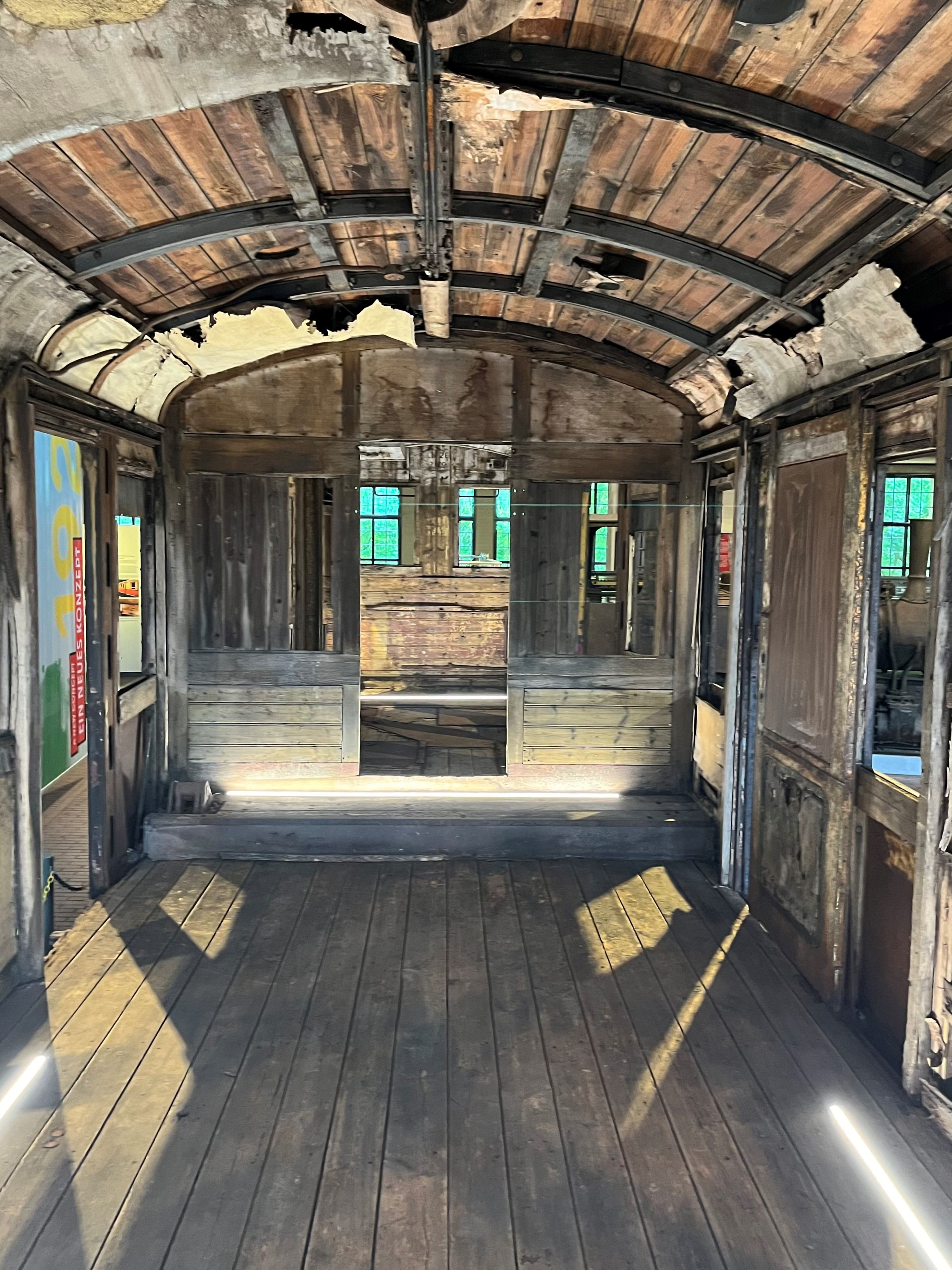
Der Innenraum im Rest des Triebwagens ET 169 005b, Blick in Richtung Führerstand mit erhaltener Trennwand. Bei diesem Wagen ist als einzigem die ursprüngliche hölzerne Dachkonstruktion erhalten geblieben, inklusive Resten der Segeltuchbespannung.

Wegen des geringeren Fahrzeugbedarfs nach dem Mauerbau 1961 konnte auf diese Wagen verzichtet werden. Ab 1962 wurden sie ausgemustert oder in Gerätewagen umgebaut.
Die Drehgestelle und elektrische Ausrüstung der ausgemusterten Triebwagen (die seit 1956–58 denen der Baureihe ET 165 entsprachen) wurden in neugebaute, schmalere Wagenkästen für U-Bahn-Wagen der Baureihe EIII eingebaut, die Wagenkästen selbst verschrottet, so sie nicht für Bahndienstaufgaben Verwendung fanden. Obwohl angesichts der Unterschiede in der Konfiguration klar war, dass es sich nicht um Umbauten handeln konnte, wurde jedem Triebwagen ein EIII-Wagen zugeordnet, zu dem er „umgebaut“ wurde. Dies sollte belegen, dass nicht etwa neu gebaut wurde (was nach RGW-Abkommen – Spezialisierung und Konzentrierung der Produktion aufgeteilt nach RGW-Ländern – nicht erwünscht war), sondern lediglich umgebaut worden war. Diese U-Bahnwagen waren noch bis 1994 im Einsatz.
Der aus zwei Trieb- und zwei Beiwagen entstandene Hilfsgerätezug, der im Betriebswerk Friedrichsfelde stationiert war, wurde bis Mitte der 1990er Jahre eingesetzt und gehört heute dem Verein Historische S-Bahn Berlin (278 005–008). Dieser Verein besitzt auch drei einzelne Beiwagen (EB 169 002c, 006b und 015a). Diese wurden im November 2020 von der Triebwagenhalle Hundekehle in die Hauptwerkstatt Schöneweide überführt.
Am 29. März 2023 wurde der Triebwagen 278 005 vom Gelände des Depots für Kommunalverkehr zum Hauptgelände des Deutschen Technikmuseums überführt und auf dem Gleis östlich der Ladestraße aufgestellt.
Der Triebwagen ET 169 005b wurde bereits am 20. Oktober 1943 ausgemustert. Der Wagenkasten diente anschließend im RAW Schöneweide als Lagerschuppen. Im Jahr 1992 wurde dieser einzige mit originaler Kopfpartie erhaltene Wagen mittig zersägt und der vordere Teil neben der Triebwagenhalle Hundekehle im Freien aufgestellt. Im Sommer 2019 wurde das Triebwagenfragment vom Deutschen Technikmuseum übernommen und in eine Depothalle an der Monumentenbrücke gebracht. Es soll in seinem Zustand gesichert und später – zusammen mit einem zugehörigen Beiwagen – im Technikmuseum ausgestellt werden. Von August 2024 bis April 2025 wurde das Fragment im Rahmen der Sonderausstellung "Besser, schneller, elektrisch" zum hundertsten Jubiläum der Berliner S-Bahn im Lokschuppen 2 des Museums gezeigt.
Seit Februar 2025 befindet sich der inzwischen im Eigentum des Deutschen Technikmuseums befindliche Beiwagen EB 169 015a, hergestellt 1925 bei der Waggonbau Dessau, zur Aufarbeitung bei der Firma VIS Verkehrs Industrie Systeme in Halberstadt. Ziel ist es das Fahrzeug im modernisierten Zustand von 1957 zu rekonstruieren. Es soll anschließend Teil der Dauerausstellung Schienenverkehr des Museums werden.